# Onda evanescente

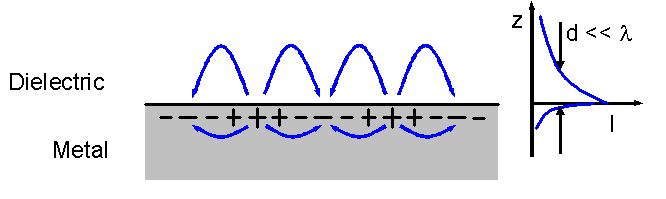
Representación esquemática de las ondas evanescentes que se propagan a lo largo de una interfase metal-dieléctrico. La densidad de las oscilaciones de carga, cuando se asocian con los campos electromagnéticos, se llaman ondas de superficie- plasmones. La dependencia exponencial de la intensidad del campo electromagnético en la distancia de la interfaz se muestra a la derecha. Estas ondas pueden ser excitadas de manera muy eficiente con luz en el intervalo visible del espectro electromagnético.

Una onda evanescente es una onda estacionaria en un campo cercano con una intensidad que muestra un decaimiento exponencial con distancia desde el límite en el cual la onda se produjo. Las ondas evanescentes son una propiedad general de las ecuaciones de ondas, y en principio pueden ocurrir en cualquier contexto en el cual las ecuaciones de una onda apliquen. Estas son formadas en el límite de un medio con diferentes propiedades de movimiento y son más intensas con un tercio de su longitud de onda desde que empieza su formación. En particular las ondas evanescentes pueden ocurrir en procesos ópticos y otras formas de radiación electromagnética, acústica, mecánica cuántica y las “ondas de las cuerdas”.

## Aplicaciones de las ondas evanescentes
En óptica y acústica, las ondas evanescentes son formadas cuando las ondas viajan sometidas a una reflexión interna total donde el límite es causado por golpear un ángulo superior al denominado ángulo crítico. La explicación física para la existencia de las ondas evanescentes es que los campos eléctricos y magnéticos (Gradientes de presión en las ondas acústicas) no pueden ser discontinúa en un límite, como debería ser el caso si no hay un campo de ondas evanescentes. En mecánica cuántica, la explicación física es exactamente análoga a la   función de onda de Schrödinger que representa un movimiento de partículas normal, por tanto el límite no puede ser discontinuo en el límite.
Las ondas evanescentes electromagnéticas han sido usadas para ejercer presión de radiación óptica en pequeñas partículas en disposición para atraparlas para experimentar con estas partículas, o para disminuir su temperatura a un nivel muy bajo, también para iluminar objetos muy pequeños como células para microscopía (como en el microscopio de fluorescencia de reflexión interna total). Las ondas evanescentes de una fibra óptica pueden ser usadas en un gas examinador, y las figuras de ondas evanescentes representan en espectroscopia infrarroja una técnica conocida como reflectancia total atenuada.
En ingeniería electrónica, las ondas evanescentes son encontradas en un campo cercano entre un tercio de longitud de onda de cualquier antena de radio. Durante una operación normal, una antena emite campos electromagnéticos en la región que se encuentra alrededor del campo cercano, y una región del campo es reabsorbida, mientras que la sobrante es radiada como ondas electromagnéticas.
En mecánica cuántica, al ser resuelta la  ecuación de Schödinger de las ondas evanescentes dan lugar al efecto túnel de la onda mecánica. 
En microscopia, la información contenida en las ondas evanescentes que captura el sistema puede ser usada para crear imágenes de superresolución. La materia irradia tanto ondas electromagnéticas en propagación como evanescentes. Los sistemas ópticos convencionales capturan solo la información en las ondas que se propagan por tanto están sujetas a un límite de difracción. Los sistemas que capturan la información contenida en las ondas evanescentes, como los superlentes y los microscopios escáner de campo cercano, pueden superar el límite de difracción. Estos sistemas están limitados por la precisa habilidad del sistema para capturar las ondas evanescentes.  La limitación en esta resolución está dada por 
| Símbolo                 | Nombre                                       |
| ----------------------- | -------------------------------------------- |
| {\displaystyle k}       | Máximo vector de onda que puede ser resuelto |
| {\displaystyle d}       | Distancia entre el objeto y el sensor        |
| {\displaystyle \delta } | Medida del factor de calidad                 |

Dicho generalmente, las aplicaciones prácticas de las ondas evanescentes pueden ser clasificadas de la siguiente manera:
1. Aquellas en las que la energía asociada con la onda es usada para excitar algún otro fenómeno dentro de la región del espacio donde la onda original se vuelve evanescente. (por ejemplo, como en el microscopio de fluorescencia de reflexión interna total).
2. Aquellas en las que las ondas evanescentes agrupan dos medios en los cuales pueden viajar las ondas, y por lo tanto permiten la transferencia de energía o de una partícula entre los dos medios (dependiendo de la ecuación de onda usada), aunque  no sea permitido que las ondas viajen en la región de espacio entre los dos medios. Un ejemplo de eso es el efecto de túnel de una onda mecánica, que es también conocido como el agrupamiento de ondas evanescentes.

## Reflexión interna total de la luz

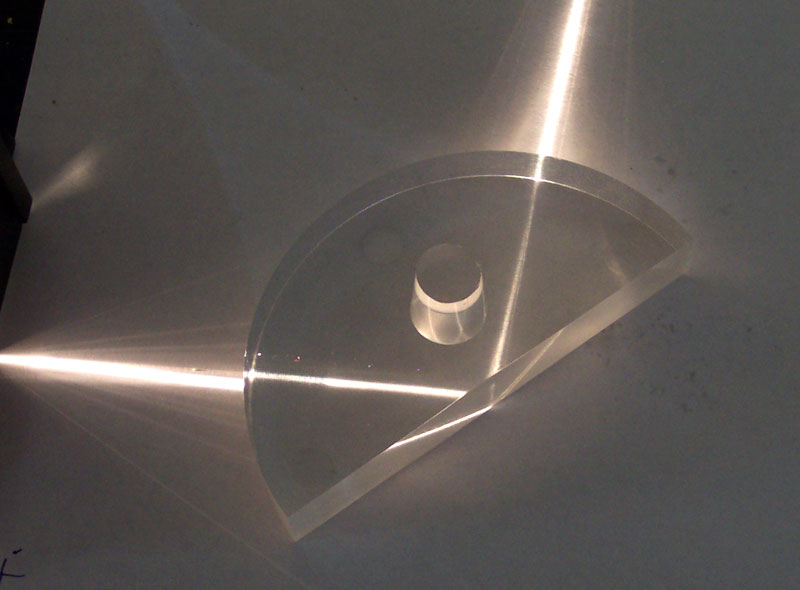
Reflexión interna total

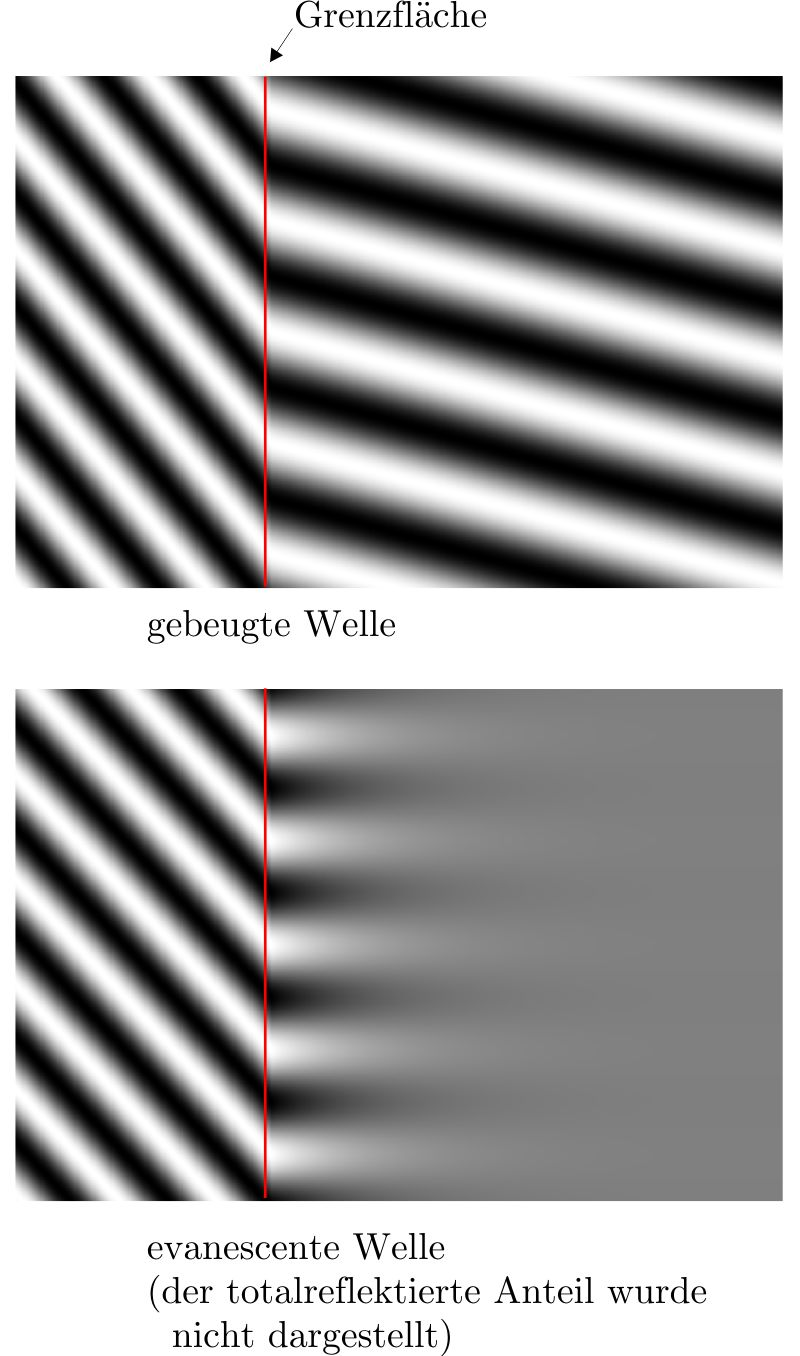
De arriba hacia abajo: representación de un incidente de onda refractada y una onda evanescente en una interfaz.

Ejemplo, considere la reflexión interna total en dos dimensiones, con la interfaz entre los medios sobre el eje x, la normal en el eje y, y la polarización polarización en el eje z. lo que uno normalmente esperaría que para los ángulos que conducen a la reflexión interna total, el resultado consistiría en una onda incidente y una onda reflejada, sin ninguna onda transmitida, pero no hay ningún resultado que obedezca  las ecuaciones de Maxwell. Las ecuaciones de Maxwell en un medio dieléctrico imponen una condición de límite en la continuidad para los componentes de los campos  E||, H||, Dy, y By para la polarización considerada en el ejemplo, las condiciones en E|| y By son satisfechas si la onda reflejada tiene la misma amplitud que la incidente, porque los componentes de las ondas incidente y reflejada se superponen destructivamente. Sus componentes Hx, como se dijo anteriormente, se superponen destruyéndose, así que no hay ninguna solución que no implique una onda transmitida que no se desvanece. La onda que es transmitida no puede ser una onda sinusoidal, ya que si lo fuera transmitiría energía por fuera de los límites, pero si la onda incidente y reflejada tienen la misma energía, esto violaría la ley de la conservación de la energía. A partir de esto se concluyó que la onda transmitida debe ser una solución que no se desvanece de las ecuaciones de Maxwell, que no es una onda viajando, y que las únicas soluciones en un medio dieléctrico son aquellas que decaen exponencialmente: las ondas evanescentes. 
Matemáticamente, las ondas evanescentes pueden ser caracterizadas por un vector de onda donde uno o más de los componentes del vector tienen valores imaginarios. El hecho de que este vector posea componentes imaginarios, implica que puede tener magnitud que es menor que sus componentes reales. Si el ángulo de incidencia excede el ángulo crítico, entonces el vector de onda de la onda transmitida tiene la forma: 
{\displaystyle \mathbf {k} \ =\ k_{y}{\hat {\mathbf {y} }}+k_{x}{\hat {\mathbf {x} }}\ =\ i\alpha {\hat {\mathbf {y} }}+\beta {\hat {\mathbf {x} }},}
Que representa una onda evanescente porque el componente y es imaginario. (Aquí α y β son reales, y i representa la unidad imaginaria). Por ejemplo, si la polarización es perpendicular al plano de incidencia, el campo eléctrico de cualquiera de las ondas (incidente, reflejada o transmitida) puede expresarse como:
| Símbolo                             | Nombre                            |
| ----------------------------------- | --------------------------------- |
| {\displaystyle \mathbf {\hat {z}} } | Vector unitario en la dirección z |

Sustituyendo la forma evanescente del vector k (como se encuentra dado arriba), encontramos que para la onda transmitida:
| Símbolo                 | Nombre                |
| ----------------------- | --------------------- |
| {\displaystyle \alpha } | Atenuación constante  |
| {\displaystyle \beta }  | Propagación constante |

## Agrupamiento de ondas evanescentes
En óptica, el agrupamiento de las ondas evanescentes es un proceso en el cual ondas electromagnéticas son transmitidas de un medio a otro, lo que data de un campo electromagnético evanescente, o exponencialmente en decaimiento.
El agrupamiento es comúnmente logrado por la colocación de dos o más elementos electromagnéticos como guías ópticos de las ondas (estructuras que guían las ondas electromagnéticas en un espectro óptico) agrupadas muy juntas haciendo que el campo evanescente generado por un elemento no decaiga mucho antes que llegue al otro elemento. Con guías de ondas, si el guía de onda que actúa como receptor puede recibir los modos de la frecuencia apropiada, el campo evanescente da lugar a la multiplicación de los modos de ondas en propagación, por lo que conecta (o se  agrupan) la onda de un guía de ondas con el siguiente.
El agrupamiento de ondas evanescentes es fundamentalmente idéntico a la  interacción de campos cercanos en la teoría de los campos electromagnéticos. Dependiendo de la impedancia del elemento irradiante, la onda evanescente definirá su predominancia como eléctrica (capacitiva) o magnética (inductiva), a diferencia en los campos lejanos donde estos componentes de la onda en algún momento llegan al radio de la impedancia del espacio libre. Y la onda se propaga de manera radial. El agrupamiento de ondas evanescentes toma lugar en los campos no irradiantes cerca a cada medio y como siempre se encuentra asociada con la materia; i.e., con las corrientes inducidas y cargas dentro de una superficie parcialmente reflectante. Estos agrupamientos son directamente análogos a los agrupamientos entre las bobinas primaria y secundaria del transformador, o entre las dos placas de un condensador. Matemáticamente, este proceso es el mismo que el efecto de túnel cuántico, excepto que con ondas electromagnéticas en vez de las funciones de onda en la mecánica cuántica.

## Aplicaciones
- El agrupamiento de ondas evanescentes es comúnmente usado en instrumentos fotónicos y nanofotónicos como los sensores de guías de ondas
- El agrupamiento de ondas evanescentes es usado para excitar, por ejemplo, resonadores dieléctricos de micro esferas.
- Una aplicación típica es la  transferencia de energía resonante, útil, en instancia, para cargar aparatos electrónicos sin cables. Una implementación particular de esto es Witricidad; la misma idea también usada en algunas bobinas de tesla.
- El agrupamiento de ondas evanescentes, al igual que la interacción de campos cercanos, es una de las preocupaciones en compatibilidad electromagnética.
- El agrupamiento de ondas evanescentes juega un papel mayor en la explicación teórica de  transmisión óptica extraordinaria.[4]